# Manuel Sánchez Pérez
Manuel Sánchez Pérez (* in Zapotiltic, Jalisco) ist ein ehemaliger mexikanischer Fußballspieler, der vorwiegend im Mittelfeld eingesetzt wurde.

## Leben
Sánchez stand von 1964 bis 1968 bei Deportivo Guadalajara unter Vertrag und gehörte in seiner ersten Spielzeit zum Kader der Meistermannschaft.
Zur Saison 1968/69 wechselte Sánchez zum CF Nuevo León, der am Ende derselben Spielzeit den Abstieg in die zweite Liga hinnehmen musste. Grund für den Abstieg war eine äußerst unglückliche Niederlage in der Relegation gegen den Club Deportivo Oro, zu dem Sánchez daraufhin wechselte.

## Erfolge
- Mexikanischer Meister: 1964/65